# RMMV Oceanic (III)
El RMMV Oceanic (Royal Mail Motor Vessel Oceanic, en español: Motonave del Correo Real Oceanic) fue un transatlántico inacabado de la empresa naviera británica White Star Line, del que solo su quilla fue parcialmente construida por los astilleros de Harland & Wolff de Belfast, siendo posteriormente desmantelada.
Planeado en 1926 con la idea de modernizar el servicio transoceánico en la travesía del Atlántico, hubiera sido el tercer barco de la compañía en llevar este nombre, después del RMS Oceanic de 1870 y el RMS Oceanic de 1899. Con la llegada de Owen Philipps (Lord Kylsant) al frente de la compañía, el proyecto cobró impulso, hasta convertirse en el de un gran barco destinado a ser el primer buque de la White Star en medir 300 metros de eslora y, por tanto, en el más grande de la flota de dicha compañía, por lo que habría sido más grande que los tres buques de la clase Olympic o el RMS Majestic.
Después de varios años de estudio, se comenzó la construcción de la quilla del buque en junio de 1928 en los astilleros de Belfast. Sin embargo, la construcción se fue retrasando, primero por una disputa acerca de su propulsión. Posteriormente, la Gran Depresión estalló ese mismo año y los problemas judiciales que llevaron al dueño de la compañía a prisión pusieron fin a su construcción, que cesó por completo en julio de 1929.
Los préstamos respaldados por el gobierno británico destinados para construir el navío fueron desviados para la construcción del MV Britannic y el MV Georgic, ambos inspirados en su perfil, pero mucho más pequeños, con menos cubiertas y solo dos chimeneas. 
Sin embargo, la necesidad de un gran transatlántico, que la empresa no podía financiar, continuó presente. Finalmente, se termina fusionando con su rival, la naviera Cunard Line. Esta fusión, que dio como resultado la Cunard White Star Limited, permitirá aunar los esfuerzos de ambas compañías y completar el proyecto gigante de Cunard, el RMS Queen Mary.

## Historia

### Nacimiento del proyecto

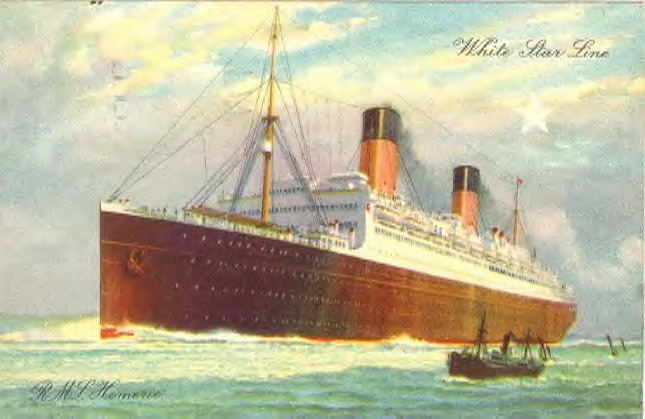
El objetivo inicial de la construcción del Oceanic consistía en reemplazar al, cuyo diseño no podía hacer frente a las necesidades de la White Star en la travesía del Atlántico

A principios de la década de 1910, la White Star Line, con sus tres naves de la clase Olympic, estaba destinada a proporcionar un servicio transatlántico regular y rentable. Sin embargo, la pérdida del RMS Titanic en 1912, y luego del HMHS Britannic en 1916, perjudicó seriamente este proyecto. Tras la Primera Guerra Mundial, la compañía recibió dos transatlánticos alemanes en compensación por daños de guerra, que se convirtieron en el RMS Majestic y el RMS Homeric. Ambos fueron asignados al servicio transatlántico junto con el RMS Olympic, el único barco sobreviviente del su clase. Sin embargo, la compañía rápidamente se dio cuenta de que si el Majestic y el Olympic tienen perfiles relativamente similares, alcanzando la misma velocidad —entre 22 y 24 nudos— y las mismas capacidades, el Homeric es significativamente más pequeño y más lento —solo alcanzaba los 19 nudos —. Además, aunque los tres buques fueron muy populares, el Homeric tuvo menos éxito en comparación con sus compañeros de ruta. De hecho, su carrera no duró mucho y dejó de servir en el Atlántico en 1932, solo diez años después de su introducción.
Fue en agosto de 1926 que apareció por primera vez un comunicado de prensa de la compañía que indicaba la próxima construcción de un barco de 25 nudos para reemplazar al Homeric. Según los comunicados de prensa, el nuevo buque debía tener un perfil cercano al del Olympic. En noviembre del mismo año, la International Mercantile Marine Company —fideicomisa propietaria de la White Star— decidió separarse de sus compañías no estadounidenses. En 1927, la White Star fue adquirida por Owen Philipps —conocido como Lord Kylsant—, quien la integró en su compañía, la Royal Mail Steam Packet Company (RMSPC), el conglomerado marítimo más grande de la época. Parecían abrirse nuevas perspectivas.

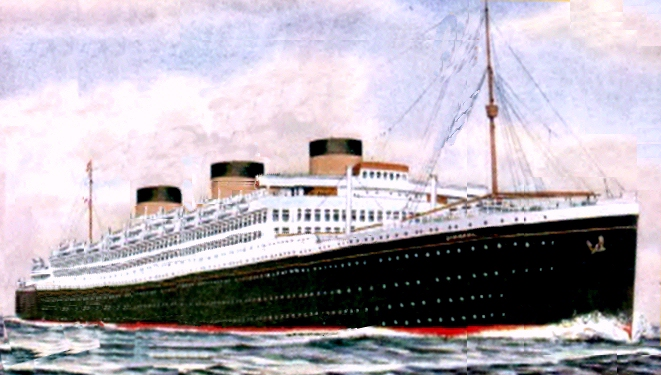
Postal promocional de la construcción del Oceanic

Lord Kylsant también era propietario de los astilleros de Harland & Wolff y decidió construir el futuro barco allí, para lo cual se llevaron a cabo estudios durante muchos meses. No fue hasta el 18 de junio de 1928 que se firmó un contrato. El barco se llamaría Oceanic, en referencia al primer barco puesto en servicio por la compañía después de su adquisición por Thomas Henry Ismay, en 1871. Las estimaciones le otorganban una longitud de más de 300 metros (984 pies), 60 000 toneladas y un coste de 3,5 millones de libras, lo que lo convertiría en el transatlántico más grande jamás construido y el primero en superar la marca simbólica de 1000 pies. La construcción de la quilla del barco comenzó con gran fanfarria diez días después de la firma del contrato. Aunque los únicos planes existentes del barco siguen siendo preliminares y solo permiten comprender la disposición general, dan una idea de la capacidad del transatlántico, diseñado para transportar a un total de 2808 pasajeros: 722 distribuidos en primera clase, 464 en clase cabina y 1096 en clase turista; además de 240 plazas intercambiables entre primera clase y clase cabina y 286 entre clase cabina y turista.

### Crisis económica y abandono del proyecto

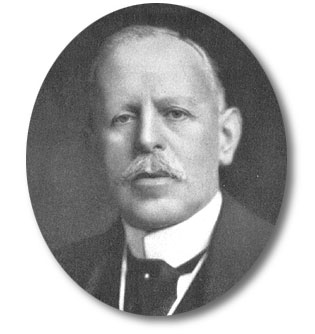
La mala gestión económica y las dudas del dueño de la compañía, Owen Philipps (Lord Kylsant) estuvieron en el origen de la cancelación de la construcción del buque

Sin embargo, la construcción avanzó a un ritmo muy lento, tanto que, un año después, la quilla todavía no estaba terminada. De hecho, Lord Kylsant y los constructores enfrentaron un problema difícil de resolver con respecto a la propulsión de la nave. Para lograr obtener la velocidad deseada de 30 nudos —una barrera que solo fue superada en 1935 por el transatlántico francés SS Normandie—, se había previsto equipar el barco con máquinas diesel-eléctricas, nunca antes utilizadas en un barco de tal envergadura. Esta decisión se debía principalmente a Kylsant, un gran defensor de este tipo de propulsión. Sin embargo, los directivos del astillero fueron más reacios ya que, para ellos, enfrentar este desafío sin realizar pruebas preliminares en embarcaciones más pequeñas aparentaba ser realmente peligroso. Estas reflexiones se vieron anuladas con la entrada en servicio, en julio de 1929, del transatlántico alemán SS Bremen, operado por la naviera Nordeutscher Lloyd, puesto que alcanzó efectivamente los 28 nudos sin dificultad gracias a las turbinas de vapor. Por lo tanto, surgió el interrogante respecto a si esta propulsión era más adecuada. 
El 23 de julio de ese año, poco después del viaje inaugural del Bremen, la construcción se detuvo. En septiembre, se anunció que se reanudaría una vez que se haya elegido el sistema de propulsión. Kylsant repitió la misma observación en mayo de 1930, pero el Oceanic, posteriormente, ya no fue mencionado por la compañía y sus constructores.
Además de estas consideraciones técnicas, hay otras de naturaleza económica. A lo largo de este período, la compañía sufrió la incompetencia de Kylsant para administrar una naviera que, combinada con la llegada de la Gran Depresión, resultó fatal. Además, el jefe de la RMSPC se había encargado de modificar las cuentas de sus empresas para ocultar sus pérdidas, mantener la confianza del gobierno y los subsidios que paga. Rápidamente fracasó cuando, en 1931, una investigación del gobierno lo condujo a un juicio y, posteriormente, a su encarcelamiento. Su negocio fue liquidado y las empresas tuvieron que valerse por sí mismas, aunque se beneficiaron de la reducción de la ayuda estatal.
Al mismo tiempo, la crisis económica golpeó a la compañía rival de la White Star, la Cunard Line, que también había emprendido la construcción de un transatlántico gigante que no pudo completar. Cuando la White Star hizo un llamamiento al gobierno para financiar la construcción del Oceanic, la solicitud fue rechazada, ya que ayudarla también significaría ayudar a su rival, lo que costaría demasiado a las arcas estatales. Incapaz de completar sola la construcción, la compañía abandonó el proyecto y la quilla del Oceanic fue desmantelada discretamente. Esto no impidió a la prensa continuar informando que está a punto de construir un nuevo gran transatlántico, esta vez de 70 000 toneladas.

### Tras la cancelación del proyecto

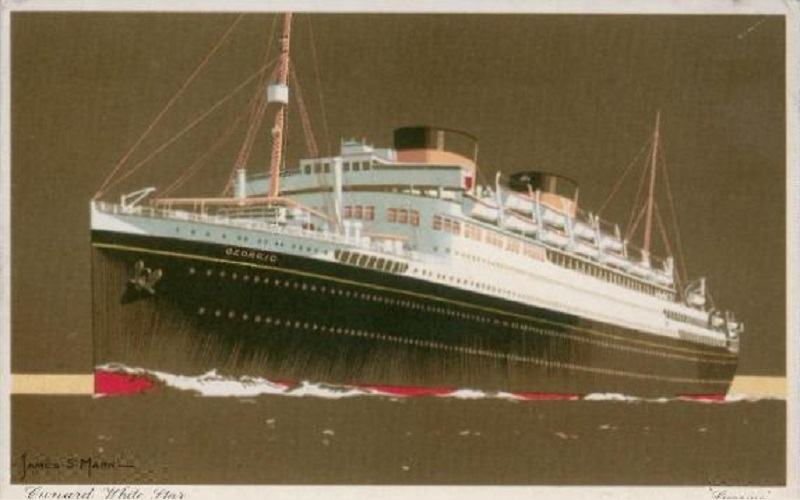
El heredó las formas del Oceanic y su construcción se inició tras la cancelación de este último

En total, de los 3,5 millones de libras estimados, se gastaron 150 000 en el diseño y el inicio de la construcción del Oceanic. Sin embargo, estas sumas no se perdieron por completo. De hecho, parte del diseño de este buque inspiró a la compañía para realizar los diseños del MV Britannic, un barco más pequeño que incorpora en gran medida la silueta del barco abortado, en particular sus chimeneas y su propulsión de motor. El buque entró en servicio en 1930 y disfrutó de cierto éxito. Hasta 1960, fue el último barco de la White Star que permaneció en servicio operativo. Para reemplazar al Oceanic, se construyó un barco gemelo del Britannic, el Georgic, que fue puesto en servicio en 1932. Su construcción comenzó poco después del abandono total del Oceanic, por lo que es posible que el acero utilizado al comienzo de su construcción procediera de la quilla de dicho buque.
Estos dos transatlánticos no podían pretender reemplazar en un futuro a grandes barcos como el Majestic o el Olympic. Por lo tanto, la construcción de un gran buque permaneció en la agenda. Cunard también tuvo que detener la construcción del suyo, aunque más avanzado, debido a la crisis. Es posible algún resultado, con el apoyo de Neville Chamberlain, entonces canciller de Hacienda. De hecho, Chamberlain empujó a las dos compañías a fusionarse en 1934, con la promesa de ayudarlas a terminar el buque. Así nacieron la Cunard White Star Ltd y el RMS Queen Mary.
Desde el punto de vista de su aspecto exterior, el Oceanic tenía ciertas características que se asemejan al revestimiento del SS Normandie, en particular las tres chimeneas de baja altura, que contrastan con las altas chimeneas de los barcos más antiguos. Diseñado poco después que el Oceanic, el Normandie fue el primero en superar los límites simbólicos de 300 metros y 30 nudos a las que apuntaba la White Star. Por otro lado, la propulsión diésel-eléctrica prevista por Lord Kylsant no se verían en un barco de esta magnitud hasta 1987, tras el reacondicionamiento del RMS Queen Elizabeth 2.

## Diseño

### Primer diseño
El primer diseño de Harland & Wolff para el Oceanic mostraba una nave de un aspecto exterior cercano a los buques de la clase Olympic, con 4 chimeneas; y dotado de 270 metros de largo, 24 botes salvavidas y una popa de crucero, habitual en las naves de esa época.

### Segundo diseño

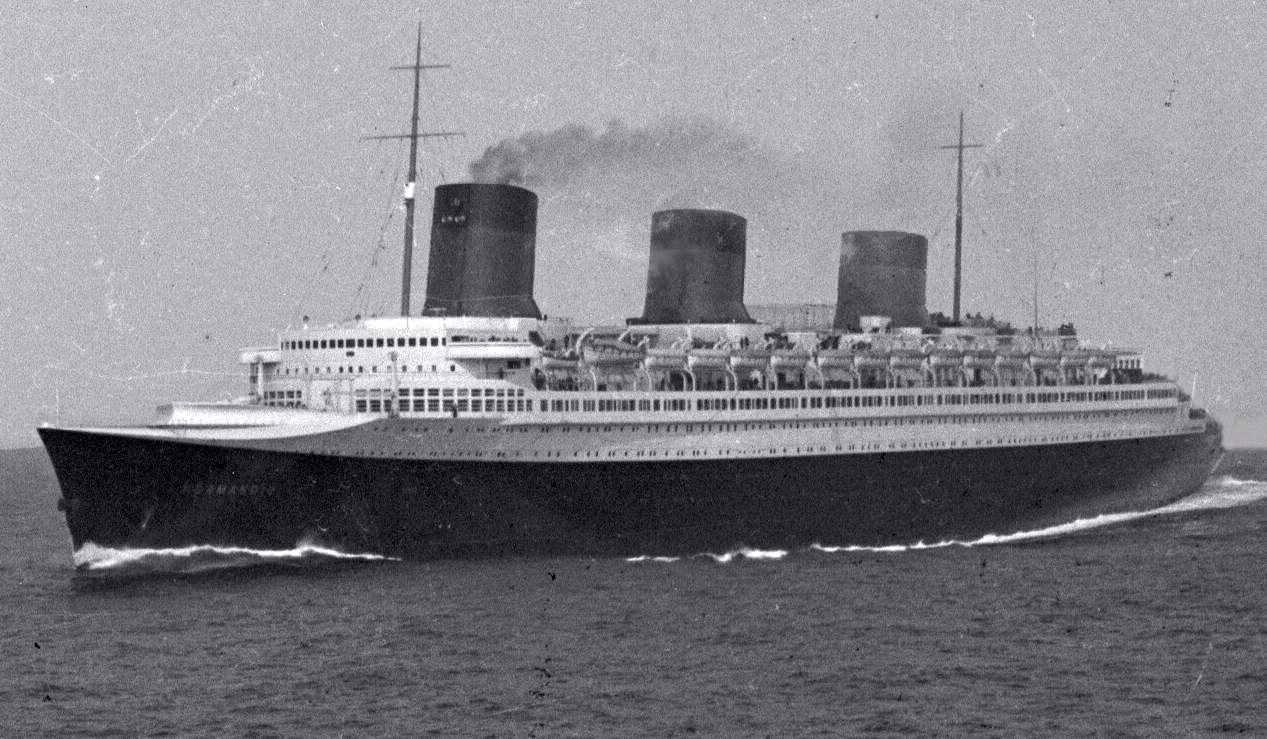
El, muy similar en algunos aspectos al Oceanic

El segundo diseño mostraba un buque del tamaño del SS Europa y del SS Bremen. Este diseño, elaborado en 1927, mostró un buque de 284,98 metros de largo (935 pies) con 3 chimeneas.

### Diseño final
Basado en el tercer diseño dibujado por Harland & Wolff, el buque habría medido al menos 1000 pies de largo con un tonelaje de 80 000 toneladas y tendría 3 chimeneas estilizadas, haciéndolo parecer una versión más grande del Georgic y aproximadamente del mismo tamaño que sus rivales, el Normandie y el Queen Mary, junto con potentes motores que potencialmente habrían permitido que el barco obtuviera el récord de velocidad de la Banda Azul, un premio que la White Star no ganaba desde 1892. 

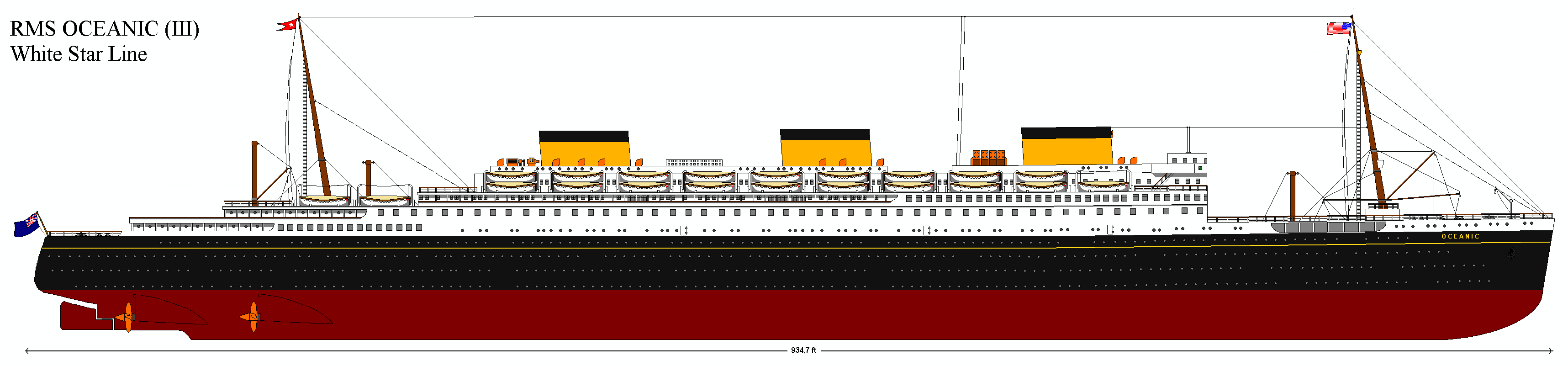
Perfil previsto para el Oceanic

Sus amplios interiores debían estar, en gran medida, basados en los populares diseños art déco de la misma época en otros transatlánticos, como el SS Île de France de la Compagnie Générale Transatlantique unos años antes, en 1927.

### Chimeneas
Las características chimeneas del Oceanic lo distinguen del resto de naves. Hay una explicación para colocar estas chimeneas tan bajas, llamadas chimeneas tipo squat. El Oceanic era un barco de motor. La razón por la que los barcos de vapor tendían a tener las chimeneas más altas era debido al deseo de evitar que los humos de la combustión cayeran sobre las cubiertas mayores y los pasajeros. En las motonaves, al producir menos humos, se rebajaron las chimeneas.
Finalmente, se estableció que el buque sería de 300 metros (1000 pies), siendo el más grande de su compañía.

## RMS Colossic

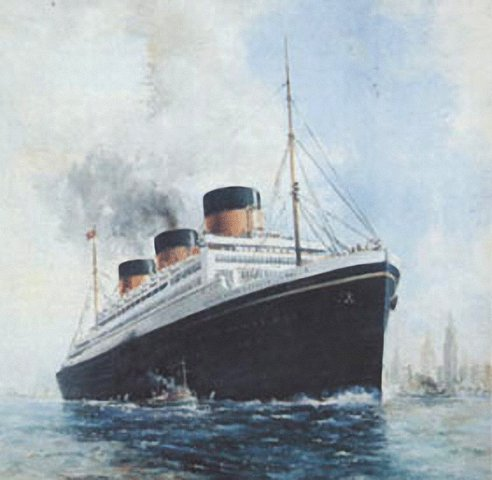
Postal publicitaria del lanzamiento del Oceanic. El aspecto del RMS Colossic hubiera sido bastante similar al de su gemelo

Según el nieto de un trabajador de Harland & Wolff, el Oceanic iba a tener una nave gemela, el RMS Colossic. Este sería prácticamente idéntico al Oceanic, con el que diferiría únicamente respecto al método de propulsión, siendo diésel-eléctrico en el Oceanic, mientras que el Colossic emplearía el sistema tradicional de turbinas de vapor.
Por ello, ambos buques habrían tenido distintos acrónimos navales: el Oceanic, al ser un propulsado por motores diésel, habría empleado el acrónimo MV (Motor Vessel, Motonave), o RMMV (Royal Mail Motor Vessel, Motonave del Correo Real); y el Colossic, al emplear turbinas de vapor, hubiera empleado el acrónimo TSS (Turbine Steam Ship, Buque de Turbinas de Vapor), o RMS (Royal Mail Steamer, Buque de Vapor del Correo Real).